# Врело Клок
43° 07′ 13″ С; 22° 40′ 14″ И / 43.120166° С; 22.670666° И
Врело Клок је крашко врело које са налази у селу Крупац у Пиротској котлини. Административно припада општини Пирот и Пиротском управном округу.

## Геоморфологија
Врело Клок се налази у самом селу Крупац, непосредно ниже од сеоских кућа, у додиру са контактом масе кречњака који су
прекривени слабоводопропусним наслагама Нишаве. Геолошки контекст је такав да су кречњаци бочно загаћени пешчарима и да се
само у једној, релативно уској зони, врши дренирање кречњака.
Каптирањем вода које гравитационо истичу преко врела, као и радом пумпе у бушеном бунару, из овог водотока се захвата око 30 l/s воде.
Околина врела је неуређена, а каптажа се састоји од каптажне грађевине са плитким бушеним бунаром, којим се врши прецрпљивање аквифера у време ниских нивоа подземних вода. Проблем угрожености врела отпадним водама села делимично је решен уређењем канализационог система и постројењем за пречишћавање отпадних вода. Укупна количина вода које истичу преко прелива каптаже се не прати. Део вода слободно отиче у правцу Нишаве преко прелива.